# Steenwerck
Steenwerck település Franciaországban, Nord megyében. Lakosainak száma 3474 fő (2022. január 1.). Steenwerck Bailleul, Le Doulieu, Erquinghem-Lys, Estaires, Nieppe és Sailly-sur-la-Lys községekkel határos.

## Népesség
A település népessége az elmúlt években az alábbi módon változott:
| Lakosok száma | 3466 | 3571 | 3676 | 3673 | 3669 | 3672 | 3606 | 3540 | 3474 |
|               | 2013 | 2015 | 2016 | 2017 | 2018 | 2019 | 2020 | 2021 | 2022 |